# آرنستورف
آرنستورف (به آلمانی: Arnstorf) یک شهر در آلمان است که در بایرن واقع شده‌است.

## خصوصیات
آرنستورف ۸۰٫۴۸ کیلومترمربع مساحت دارد ۳۹۷ متر بالاتر از سطح دریا واقع شده‌است.

## خواهرخوانده
شهر Rossatz-Arnsdorf خواهرخواندهٔ آرنستورف هست.